# Cécile Duret de Saint Aubin
Cécile Duret de Saint Aubin (Lió, Alvèrnia-Roine-Alps, octubre de 1785 - París, 1862), fou una cantant d'òpera (soprano) francesa.
Era filla d'una distingida actriu de l'òpera còmica, Jeanne Charlotte Saint-Aubin i es donà a conèixer el 1805, però com que no havia acabat els estudis, al cap de pocs mesos tornà al Conservatori, i es presentà per segona vegada al públic el 1808, aconseguint un calorós èxit. Nicolas Isouard va escriure per a Cécile les seves principals òperes com L'intrigue au sérail, Le billet de loterie, Cendrillon, etc. malgrat que també es distingís en obres d'altres autors.

## Biografia
Nascuda a París, era la germana gran d'Alexandrine Saint-Aubin (1793–1867). Va prendre classes durant tres anys del compositor Angelo Tarchi i va entrar al Conservatori de París per perfeccionar les seves habilitats a la classe de Garat Va acabar els estudis i va debutar a l'Opéra Comique el 24 de maig de 1804 amb Le Concert interrompu, de Berton, on obté un bon èxit. Canta amb la seva mare a Michel-Ange, d'Isouard, després es mostra a Montano et Stéphanie, de Berton. Després de quatre o cinc mesos d'estada a l'Opéra-Comique, abandona de sobte aquest teatre només per tornar després d'una absència d'uns quatre anys. Va tornar al Conservatori. El 24 de setembre de 1804 es va casar amb el violinista Marcel Duret.
Una afecció al pit i el dolor que li produí la mort del seu únic fill, la feren retirar prematurament el 1820. S'havia casat amb el violinista i compositor Marcel Duret.
Els dies 4 i 7 d'abril de 1808, va interpretar Montano i Stéphanie, el 9 d'abril Le Concert interrompu, i va continuar amb una sèrie de representacions d'aquestes dues obres, després de les quals va crear el paper de Florina a Cimarosa de Nicolo, després va assumir el paper de Zémire a Zémire et Azor.
Va ser acceptada com a membre de la Societat el 1811. Isouard va escriure especialment per a ella els papers principals a Lully et Quinault, Le Billet de loterie, Jeannot et Colin i Le Magicien sans magie. Va ser la rival d'Antoinette Lemonnier, a causa del fet que Boieldieu va escriure principalment per a Madame Lemonnier, Issouard principalment per a ella.
Per motius de salut, es va veure obligada a retirar-se el 1820.
Duret-Saint-Aubin va morir al districte 9 de París als 77 anys i va ser enterrada al cementiri del Père Lachaise.

## Estrenes
A l'Opéra-Comique
- 1808: Cimarosa, opéra-comique by Nicolas Isouard, 28 June, part de Florina.[10]
- 1809: La Dupe de son art
- 1809: Zélomir ou L'Intrigue au sérail, part of Zélime, 25 April.[11]
- 1810: Cendrillon, 3 acts opéra-féerie by Nicolas Isouard, libretto by Charles-Guillaume Étienne, 22 February, part de Clorinde.[12]
- 1811: Le Billet de Loterie, 14 September, part of Adèle.[13]
- 1811: Le Magicien sans magie, part of Hortense.[14]
- 1811: Rien de trop ou Les deux paravents, part of Evelina.[15]
- 1811: Le Charme de la voix, by Charles Nanteuil (fr), 24 January.[12]
- 1811: La Victime des arts, 27 Febrer
- 1812: L'Homme sans façon, ou les Contrariétés
- 1812: Lulli et Quinault, ou le Déjeuner impossible, 27 Febrer.[12]
- 1812: Les Aubergistes de qualité, part of Émilie.[16]
- 1814: Jeannot et Colin, 17 October, part of Thérèse.[12]
- 1816: Les Deux Maris, part of Clémence.[17]